# Olivier Giroud
Olivier Jonathan Giroud (Chambéry, 30 settembre 1986) è un calciatore francese, attaccante del Lilla. Con la nazionale francese è stato campione del mondo nel 2018, vicecampione del mondo nel 2022 e vicecampione d'Europa nel 2016.
Nella sua carriera con i club è stato campione di Francia con il Montpellier (2011-2012) e campione d'Italia con il Milan (2021-2022), ha vinto quattro volte la FA Cup (2013-2014, 2014-2015 e 2016-2017 con l'Arsenal e 2017-2018 con il Chelsea), tre Community Shield (2014, 2015 e 2017, sempre con l'Arsenal), una U.S. Open Cup con il Los Angeles FC (2024) e ha conquistato l'Europa League 2018-2019 e la Champions League 2020-2021 con il Chelsea. A livello individuale vanta un titolo di capocannoniere della Ligue 2 (2009-2010), uno della Ligue 1 (2011-2012) e uno dell'Europa League (2018-2019), oltre ad aver vinto un FIFA Puskás Award (2017) ed essere stato inserito nella squadra della stagione dell'Europa League (2018-2019).

## Biografia
Giroud è nato a Chambéry, in Francia, nella regione del Rodano-Alpi, ed è cresciuto nel vicino villaggio di Froges, nei pressi di Grenoble. È di origine italiana attraverso entrambe le sue nonne (Yvonne Avogadro e Antonia Gaiatto), l'una triestina e l'altra bergamasca.

## Caratteristiche tecniche
Considerato tra i migliori attaccanti della sua generazione, è un attaccante, mancino naturale, forte fisicamente e nel gioco aereo. In grado di fare reparto da solo, predilige difendere palla con il fisico per favorire gli inserimenti dei compagni. In grado di giocare spalle alla porta, nel suo repertorio rientrano le reti in acrobazia, il senso del gol e la freddezza sotto porta. Ottimo rigorista, dispone anche di un notevole spirito di sacrificio. In carriera è andato più volte a segno dopo essere subentrato dalla panchina.

## Carriera

### Club

#### Grenoble, Istres e Tours
Inizia la sua carriera nel Grenoble segnando solo due gol in 27 presenze. Nel 2007 si trasferisce in prestito all'Istres, dove mette a segno 14 gol e si guadagna la chiamata del Tours, appena promosso in Ligue 2. Segna i suoi primi due gol con la maglia del Tours il 29 settembre 2008 nella sfida contro il Lens. Il 3 gennaio 2009 segna quattro gol in Coppa di Francia contro la Jeanne d'Arc. Segna di nuovo quattro gol il 18 settembre 2009 nella 7ª giornata di Ligue 2 contro l'Arles-Avignon. Il 26 gennaio 2010 il suo cartellino viene acquistato dal Montpellier per circa 2 milioni di euro; contestualmente viene prestato al Tours fino al termine della stagione. Termina la stagione con 21 gol che gli valgono il titolo di capocannoniere di Ligue 2.

#### Montpellier
Realizza il suo primo gol con la maglia del Montpellier nel turno preliminare di Europa League contro il Győri ETO. Nonostante la vittoria per 1-0 in Ungheria all'andata, il club francese viene eliminato dagli ungheresi nella gara di ritorno, terminata ai calci di rigore. Il Montpellier termina la stagione al 14º posto in Ligue 1 e lui mette a segno dodici reti.
Il 15 ottobre 2011 segna la sua prima tripletta in Ligue 1 contro il Digione, ripetendosi poi il 26 novembre contro il Sochaux. Termina la stagione con 21 gol all'attivo che gli valgono il titolo di capocannoniere del torneo, ad ex aequo con Nenê del Paris Saint-Germain, e contribuiscono in maniera fondamentale alla vittoria del campionato da parte del Montpellier.

#### Arsenal

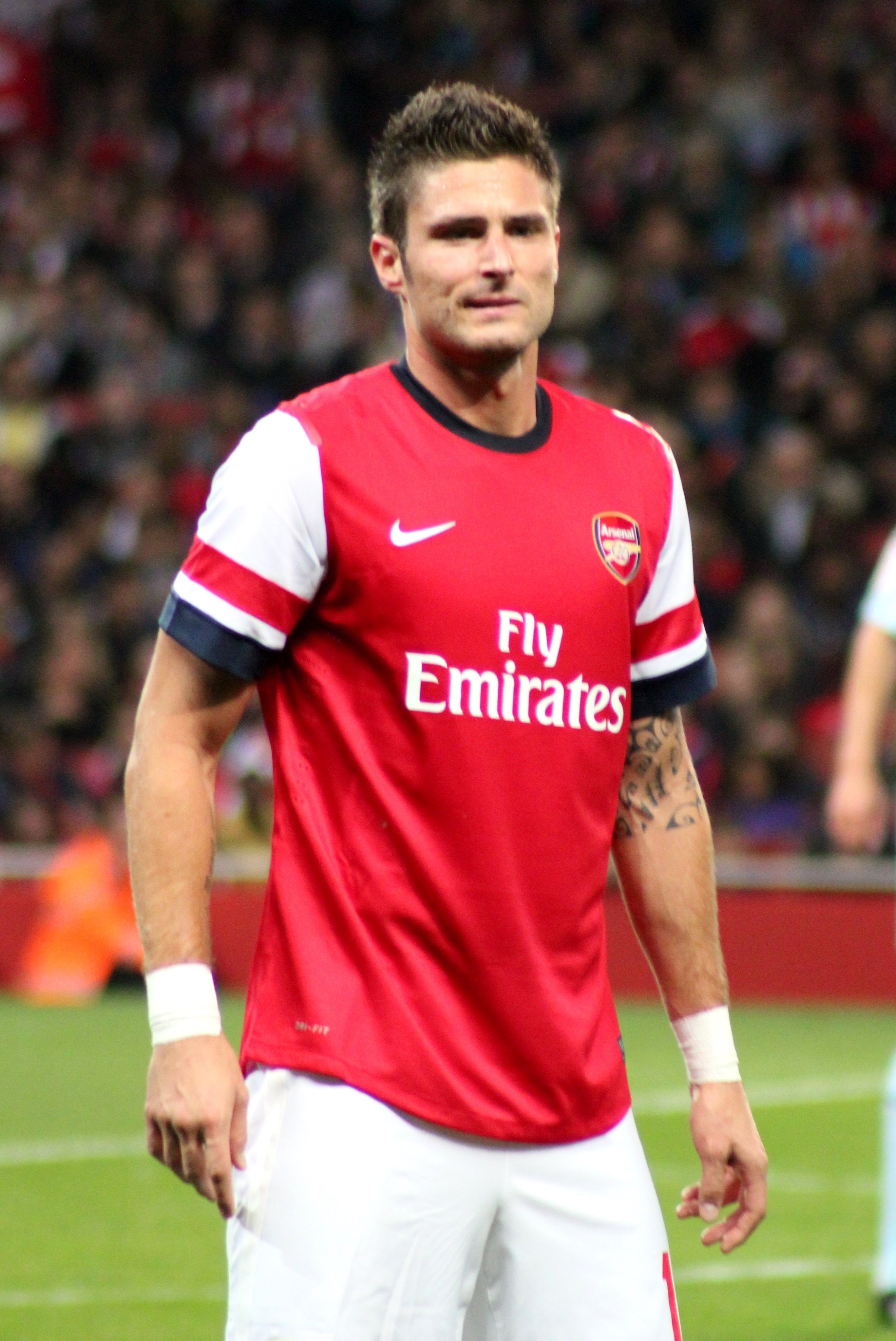
Giroud all'Arsenal nel 2012

Il 26 giugno 2012 passa all'Arsenal a fronte di un esborso di circa 12 milioni di sterline. Esordisce con i Gunners il 18 agosto 2012 contro il Sunderland, sostituendo Lukas Podolski al 64'. Il 18 settembre esordisce in UEFA Champions League, in occasione della sfida disputata contro il Montpellier. Il 26 settembre, nella partita valida per i sedicesimi di finale della Football League Cup contro il Coventry City, mette a segno la sua prima rete con i Gunners. Il 6 novembre segna la sua prima rete nella massima competizione europea ai danni dello Schalke 04. Termina l'annata con 17 reti in 47 presenze.
Nella seconda annata a Londra, si aggiudica la FA Cup, grazie alla vittoria per 3-2 contro l'Hull City nella finale del 23 maggio 2014,. A questo successo seguirà, all'inizio della stagione successiva, quello nella finale di Community Shield, in cui realizza una delle tre reti con cui l'Arsenal si impone sul Manchester City. Il 23 agosto, durante la sfida disputata contro l'Everton, si frattura la tibia sinistra, rimanendo fuori per tre mesi. Il 30 maggio 2015 segna una delle quattro reti con cui l'Arsenal si impone sull'Aston Villa nella finale di FA Cup.
All'inizio della stagione 2015-2016 vince il secondo Community Shield consecutivo. Il 9 dicembre 2015 mette a segno, ai danni dell'Olympiacos, la sua prima tripletta con i Gunners.
In avvio della stagione successiva conquista per la terza volta il Community Shield. Il 1º gennaio 2017, nella partita di Premier League contro il Crystal Palace, porta in vantaggio l'Arsenal con uno splendido colpo dello scorpione. Qualche mese più tardi, nell'ambito dei Best FIFA Football Awards, Giroud si aggiudica il FIFA Puskás Award 2017 per il gol migliore dell'anno. Nel maggio 2017 vince la sua terza FA Cup con la maglia dell'Arsenal, battendo il Chelsea per 2-1.
Il 28 settembre 2017, trasformando un calcio di rigore contro il BATĖ Borisov in Europa League, realizza la sua centesima rete con l'Arsenal in tutte le competizioni.

#### Chelsea

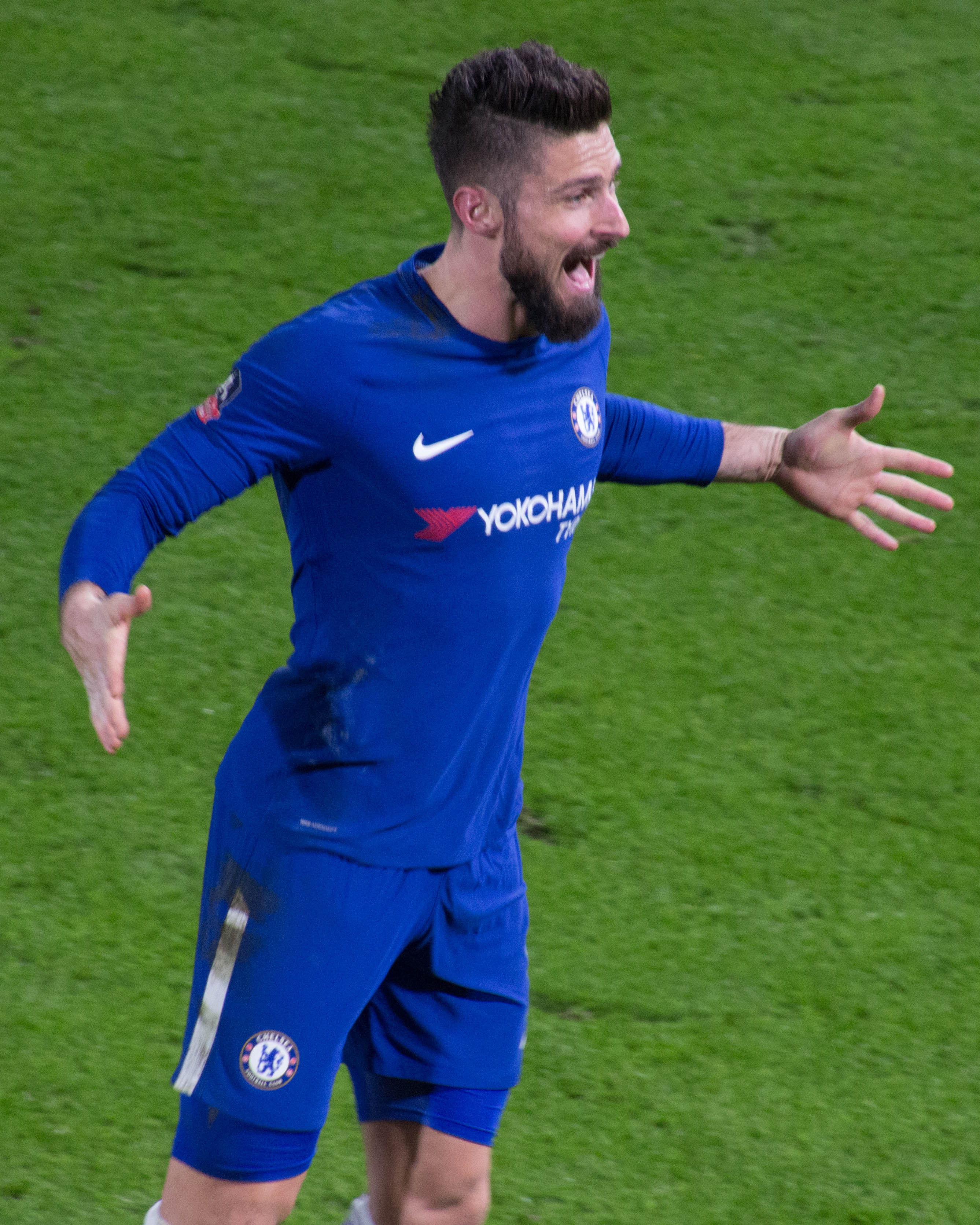
Giroud al Chelsea nel 2018

Il 31 gennaio 2018 si trasferisce al Chelsea a titolo definitivo per 18 milioni di euro. Esordisce il 5 febbraio contro il Watford, subentrando a Pedro al 64' della sfida di Premier League, persa per 4-1. Il 12 febbraio debutta da titolare nella gara vinta in casa per 3-0 contro il West Bromwich, fornendo l'assist per il gol di Eden Hazard. Il primo gol con i londinesi lo realizza in FA Cup contro l'Hull City, battuto per 4-0. Le sue prime due reti con il Chelsea in Premier League arrivano, da subentrante, il 14 aprile nella vittoria per 3-2 contro il Southampton.
Nella stagione 2018-2019 realizza 11 gol in Europa League, compresa una tripletta alla Dinamo Kiev nel ritorno degli ottavi di finale (5-0) e uno nella finale vinta per 4-1 a Baku contro il suo ex club, l'Arsenal (nella partita Giroud fornisce anche un assist per la seconda rete di Hazard). Le 11 marcature rappresentano un record per un calciatore francese in una singola stagione di una competizione UEFA per club. Contando solo la Premier League, ha realizzato solo 2 reti (precisamente contro Tottenham e Brighton), alternandosi prima con Álvaro Morata e poi con Gonzalo Higuaín.
Il 14 agosto 2019 va a segno nella finale di Supercoppa UEFA contro il Liverpool, persa ai calci di rigore. Nel corso della stagione, però, viene messo ai margini della rosa dal neo-allenatore Frank Lampard. Reintegrato a febbraio, torna a giocare il 17 del mese in occasione della sconfitta per 0-2 contro il Manchester Utd. Cinque giorni dopo gioca per la prima volta da titolare (l'ultima risaliva a novembre), in occasione della sfida contro il Tottenham, in cui lui realizza il primo dei due gol della squadra che vince per 2-1. Da lì in poi trova spesso spazio nel finale di stagione segnando (compreso il gol al Tottenham) 8 reti nelle ultime 12 gare, contribuendo alla qualificazione in Champions dei londinesi.
Confermato come centravanti riserva per l'anno successivo, il 2 dicembre 2020 segna tutte le reti con cui la sua squadra sconfigge, in trasferta, il Siviglia alla penultima partita della fase a gironi della Champions League (0-4 il risultato finale); Giroud diviene il primo calciatore dei Blues capace di segnare un poker in una competizione europea, diventando anche il primo calciatore dei Blues a realizzare quattro reti in una gara in dieci anni: l'ultimo era stato Frank Lampard, suo allenatore al Chelsea. Con l'arrivo di Thomas Tuchel in panchina il suo spazio diminuisce a causa dell'incompatibilità tattica del francese negli schemi dell'allenatore tedesco.
Nonostante tutti questi avvenimenti si laurea campione d'Europa con i londinesi: nel corso della competizione, è decisivo nell'andata degli ottavi di finale al Wanda Metropolitano contro i padroni di casa dell'Atlético Madrid.

#### Milan

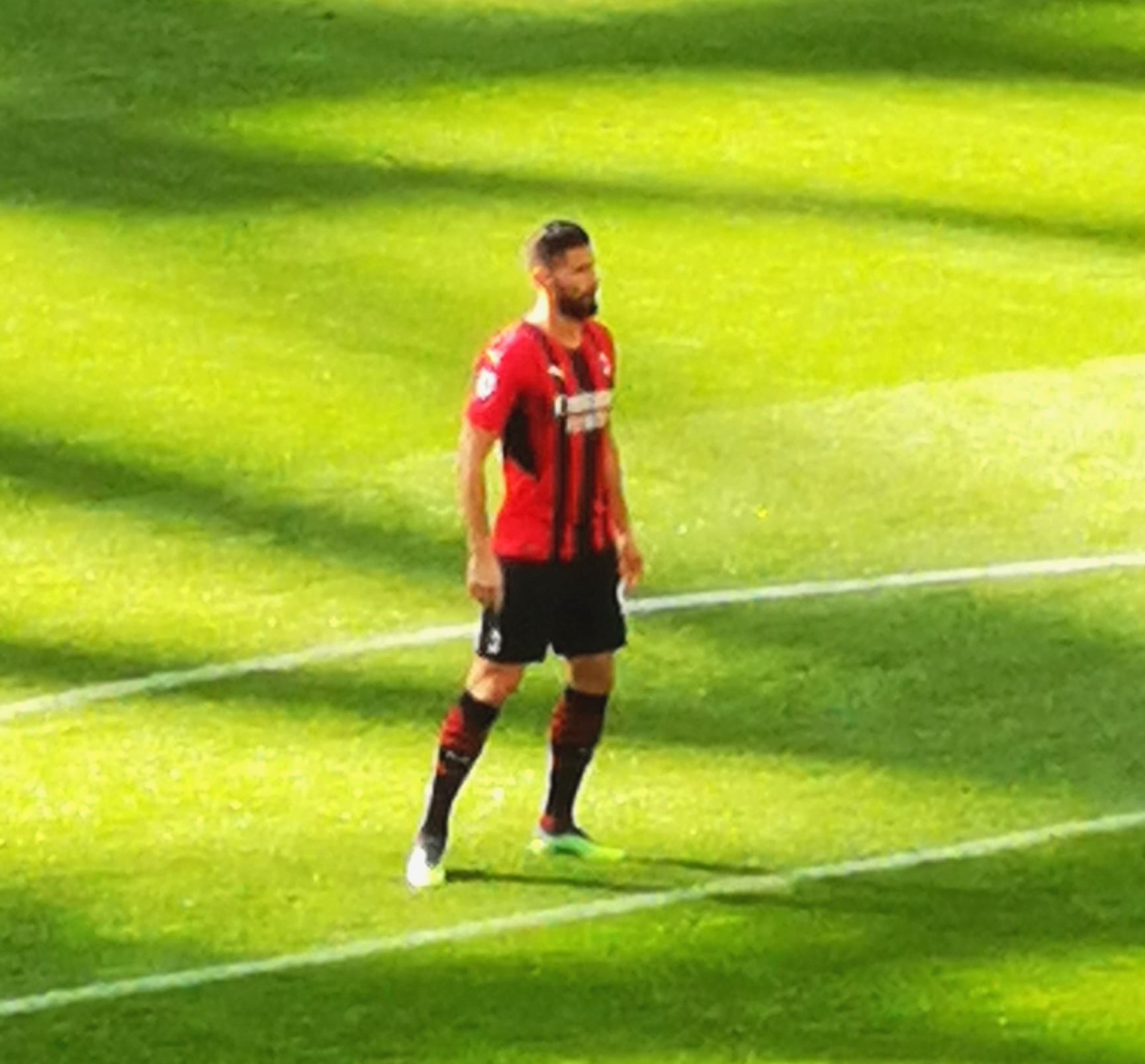
Giroud al Milan contro la nel 2022

Il 17 luglio 2021 si trasferisce a titolo definitivo al Milan; la società rossonera paga un milione di euro per il cartellino del calciatore e include nell'accordo un altro milione in eventuali bonus. Esordisce con il club meneghino e in Serie A il 23 agosto successivo nella vittoriosa trasferta contro la Sampdoria (0-1). Il 29 agosto realizza i primi gol in rossonero, mettendo a segno una doppietta nel match contro il Cagliari, vinto con il risultato di 4-1. Il 2 settembre risulta positivo al COVID-19, in seguito a tampone molecolare, che lo costringe a un isolamento fiduciario, risultando poi negativo a un nuovo tampone effettuato il 10 settembre. Nella prima parte della stagione, anche a causa della positivà al COVID-19 e di problemi alla schiena, non riuscirà a trovare realmente il ritmo partita; nonostante ciò le sue reti saranno fondamentali per la vittoria contro il Verona (3-2), il Torino (1-0) e Roma (3-1). Il 13 gennaio realizza il suo primo gol in Coppa Italia nell’ottavo di finale vinto per 3-1 dai meneghini contro il Genoa. Nella seconda parte di campionato risulterà il giocatore decisivo segnando in partite importanti, a cominciare dal derby di Milano contro l’Inter del 5 febbraio nel quale sigla la doppietta decisiva per la vittoria dei rossoneri. Il 6 marzo segna il suo primo gol in trasferta in Serie A, in occasione della vittoria per 1-0 allo stadio Diego Armando Maradona contro il Napoli. Il 24 aprile si ripete nel successo per 1-2 contro la Lazio realizzando il goal del momentaneo 1-1. Il 22 maggio mette a segno un'altra doppietta, in occasione della vittoria esterna per 3-0 al Mapei Stadium contro il Sassuolo, partita che certifica la vittoria del campionato da parte dei rossoneri. Conclude la stagione di Serie A con 11 reti in 29 partite (14 in 38 partite considerando tutte le competizioni), diventando il giocatore straniero più anziano (35 anni e 234 giorni) a raggiungere la doppia cifra alla stagione d’esordio nel campionato italiano. Inoltre, è anche il terzo giocatore francese nella storia del Milan ad essere andato in doppia cifra in una singola stagione dopo Jean-Pierre Papin e Jérémy Ménez.

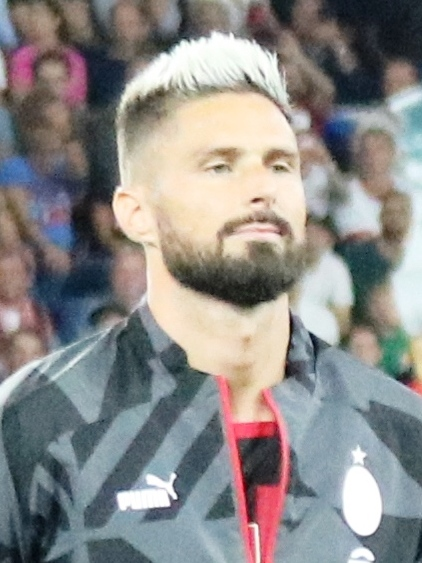
Giroud contro il nel 2022

Il 27 agosto 2022, in occasione della gara casalinga vinta per 2-0 contro il Bologna, realizza il suo primo gol nella nuova stagione, nonché il 300esimo complessivo considerando club e nazionale. Due giornate più tardi replica l'exploit della stagione precedente firmando la rete del momentaneo 2-1 nel derby di Milano vinto contro l'Inter. Il 14 settembre sigla su rigore la sua prima rete con i rossoneri in Champions League nella gara casalinga contro la Dinamo Zagabria (3-1). Il 5 novembre riceve con il Milan la sua prima espulsione – per somma di ammonizioni – dopo essersi tolto la maglia per aver esultato al gol decisivo contro lo Spezia (2-1). Il 18 gennaio 2023 gioca da titolare la sfida di Supercoppa italiana persa contro l'Inter per 3-0. Il 10 febbraio segna il gol decisivo nella gara casalinga contro il Torino (1-0) riportando i rossoneri alla vittoria dopo 7 partite consecutive senza vittorie. Il 18 aprile segna la rete del 1-0 nella partita poi terminata 1-1 contro il Napoli che consente al Milan l'accesso alla semifinale di Champions League. Il giorno seguente estende il suo contratto con i rossoneri di un altro anno, fino al 2024. Il 20 maggio realizza la prima tripletta in rossonero nel successo interno contro la Sampdoria (5-1), valevole per la 36ª giornata. La giornata successiva realizza il gol decisivo nel successo contro la Juventus, che consente ai rossoneri di qualificarsi matematicamente in Champions League. Nonostante abbia realizzato 18 gol in stagione tra campionato e coppe, i rossoneri non vincono nessun trofeo.
Nella stagione 2023-2024, durante la partita in trasferta contro il Genoa è costretto a disputare gli ultimi minuti della gara come portiere in seguito all'espulsione del suo compagno di squadra Mike Maignan, effettuando anche un intervento decisivo che salva il risultato e consente ai rossoneri di vincere a Marassi per 1-0. Il 7 marzo 2024 realizza la sua prima rete con la maglia del Milan in UEFA Europa League, in cui sblocca la partita al 34º minuto del match casalingo valevole per l'andata degli ottavi di finale contro i cechi dello Slavia Praga poi vinto 4-2. Tuttavia, il cammino dei meneghini s'interrompe al turno successivo contro la Roma. Il 13 maggio 2024, Giroud annunciò che avrebbe lasciato il club a fine stagione. Successivamente, il 25 maggio 2024 alla sua ultima partita a San Siro, sigla la sua 15ª rete stagionale nel pareggio per 3-3 contro la Salernitana.
Viene ricordato dai tifosi rossoneri per le sue reti che hanno consegnato lo scudetto al Milan nella stagione 2021/2022, e venne amato a tal punto che i tifosi meneghini gli intestarono due cori differenti, il primo, "Siam venuti quassù, siam venuti quassù per vedere segnare Giroud" richiamando quello di Kakà, e poi dopo la rete della vittoria per 1-2 nel derby di Milano contro l'Inter, l'iconica sigla "Si è girato Giroud".

#### Los Angeles FC
Il 14 maggio 2024 viene annunciato il suo trasferimento al Los Angeles FC, con contratto dal 1º luglio successivo valido fino al 31 dicembre 2025, con opzione per un'ulteriore stagione. Il 27 giugno 2025, la squadra californiana ne annuncia la risoluzione consensuale con sei mesi di anticipo, valida dal 1º luglio seguente.

#### Lille
Dopo 12 anni ritorna in Francia, firmando il 1°luglio 2025  un contratto annuale con il Lille.

### Nazionale

#### 2011-2020
Convocato per la prima volta in nazionale maggiore dal CT Laurent Blanc, fa il suo esordio ufficiale con i Bleus l'11 settembre 2011, poco prima di compiere 25 anni, subentrando al posto di Kévin Gameiro al 59' della partita amichevole vinta 1-0 contro gli Stati Uniti disputata a Montpellier. Il 29 febbraio 2012, alla sua terza presenza, segna il suo primo gol in nazionale, contribuendo alla vittoria per 2-1 sulla Germania. Due mesi dopo viene convocato per il campionato d'Europa 2012, nei quali gioca tre partite, venendo eliminato ai quarti di finale contro la Spagna.
Confermato tra i Bleus dal nuovo CT Didier Deschamps, il 17 ottobre seguente realizza il suo secondo gol con la nazionale transalpina, nel pareggio per 1-1 contro la Spagna, valido per le qualificazioni al campionato del mondo 2014. Viene poi convocato per la manifestazione iridata, in cui gioca tutte e cinque le gare dei transalpini eliminati ai quarti dalla Germania futura finalista; nel mentre lui ha segnato una rete nel successo per 5-2 contro la Svizzera.
Il 4 giugno 2016 sigla una doppietta nell'amichevole vinta per 3-0 contro la Scozia. Viene convocato per il campionato d'Europa 2016 in Francia, segnando il primo gol assoluto della competizione nella vittoria per 2-1 contro la Romania. Il 3 luglio realizza una doppietta contro l'Islanda nella partita valida per i quarti di finale della competizione, partita vinta 5-2. I transalpini arrivano fino alla finale dove, nonostante il fattore campo, vengono battuti dal Portogallo per 0-1 ai supplementari.

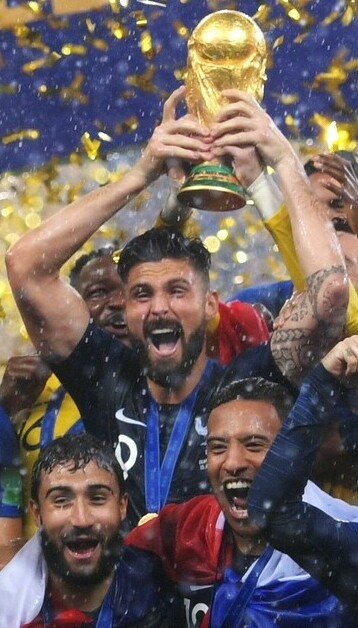
Giroud solleva la Coppa del Mondo al termine della finale del

Convocato per il campionato del mondo 2018, il 15 luglio si laurea campione del mondo grazie alla vittoria 4-2 dei francesi sulla Croazia. Pur disputando tutte le gare della nazionale transalpina, nel corso del torneo non segna alcuna rete.
Il 22 marzo 2019, in occasione della vittoria esterna per 4-1 con la Moldavia, segna la rete del provvisorio 3-0 al 36', eguagliando David Trezeguet per reti segnate in nazionale; nella partita successiva, giocata tre giorni dopo e vinta per 4-0 contro l'Islanda, segna il secondo gol dei transalpini ancora al 36', superando l'attaccante franco-argentino. Il 7 ottobre 2020 raggiunge quota 100 presenze in nazionale, nel successo per 7-1 contro l'Ucraina, in cui realizza una doppietta che gli consente di diventare il secondo miglior realizzatore nella storia della selezione transalpina superando Michel Platini.

#### 2021-2024
Nel 2021 partecipa alla sua terza rassegna continentale, quella di Europa 2020 (posticipata di un anno a causa della pandemia di COVID-19), dove tuttavia, a causa del ritorno in nazionale di Karim Benzema, trova minore spazio nel corso del torneo, entrando in campo in sole due occasioni: nella prima partita contro l'Ungheria (1-1) e negli ottavi di finale contro la Svizzera che sanciscono l'eliminazione dei Bleus ai tiri di rigore dopo il risultato di 3-3 maturato durante i tempi supplementari. Il 22 settembre segna la rete che porta in vantaggio la nazionale transalpina nella partita casalinga contro l'Austria vinta per 2-0 diventando, all'età di 35 anni e 357 giorni, il più anziano marcatore della nazionale francese.

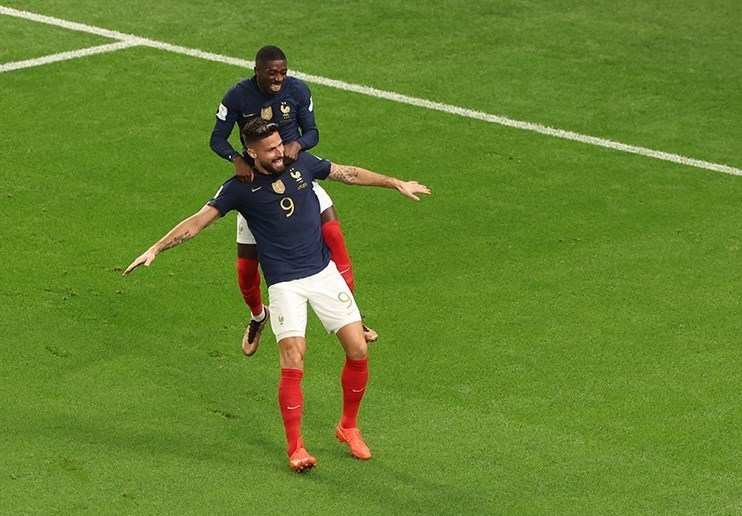
Giroud celebra insieme a Ousmane Dembélé la rete segnata contro l' al

Convocato per disputare la fase finale del campionato del mondo 2022, nella partita d'esordio dei Bleus nel torneo contribuisce alla vittoria finale per 4-1 sull'Australia mettendo a segno una doppietta che gli permette di eguagliare, con 51 reti totali, Thierry Henry, al primo posto della classifica dei marcatori della nazionale transalpina. Negli ottavi di finale vinti 3-1 contro la Polonia sigla il suo 52º gol in nazionale, diventando il miglior marcatore di tutti i tempi della nazionale transalpina; al contempo raggiunge quota 117 presenze andando al 4º posto solitario superando Marcel Desailly. Va a segno pure ai quarti realizzando il gol del decisivo 2-1 contro l'Inghilterra. Dopo avere battuto il Marocco in semifinale, i francesi in finale affrontano l'Argentina venendo sconfitti ai rigori, a cui Giroud non ha partecipato perché è stato sostituito al 41' (scelta per cui ha polemizzato platealmente con Deschamps).
Il 27 marzo 2023 parte titolare nella sfida di qualificazione al campionato d'Europa 2024 contro l'Irlanda (vinta 0-1), diventando, all'età di 36 anni e 178 giorni, il giocatore di movimento più anziano nella storia dei blues a partire dal 2000, superando il precedente primato di Lilian Thuram.
Il 16 giugno 2023, in occasione della sfida vinta 0-3 contro Gibilterra, oltre a segnare un gol, raggiunge quota 123 presenze in nazionale, eguagliando al terzo posto Thierry Henry, per poi superarlo tre giorni più tardi nel successo per 1-0 contro la Grecia. Il 26 marzo 2024 realizza quello che sarà il suo ultimo gol in nazionale, nell'amichevole di Marsiglia vinta per 3-2 sul Cile.
Il 16 maggio 2024 viene inserito nella lista dei convocati per la fase finale degli Europei in Germania; otto giorni dopo, annuncia il proprio addio dalla nazionale al termine della manifestazione continentale. Il 5 giugno seguente, in occasione dell'amichevole vinta 3-0 contro il Lussemburgo, diviene il giocatore più anziano nella storia dei transalpini all'età di 37 anni e 249 giorni. Gioca la sua ultima gara il 9 luglio, nella semifinale persa 2-1 contro la Spagna, lasciando la nazionale dopo 137 presenze e 57 reti segnate, che lo rendono, al momento del suo ritiro dalla nazionale, il marcatore più prolifico dei blues e il terzo giocatore per numero di presenze dietro a Hugo Lloris e Lilian Thuram.

## Statistiche
Tra club e nazionale maggiore Giroud ha giocato 886 partite segnando 347 reti, alla media di 0,39 gol a partita.

### Presenze e reti nei club
Statistiche aggiornate al 25 maggio 2025
| Stagione           | Squadra            | Campionato         | Campionato | Campionato | Coppe nazionali | Coppe nazionali | Coppe nazionali | Coppe continentali | Coppe continentali | Coppe continentali | Altre coppe | Altre coppe | Altre coppe | Totale | Totale |
| Stagione           | Squadra            | Comp               | Pres       | Reti       | Comp            | Pres            | Reti            | Comp               | Pres               | Reti               | Comp        | Pres        | Reti        | Pres   | Reti   |
| ------------------ | ------------------ | ------------------ | ---------- | ---------- | --------------- | --------------- | --------------- | ------------------ | ------------------ | ------------------ | ----------- | ----------- | ----------- | ------ | ------ |
| 2005-2006          | Grenoble           | L2                 | 6          | 0          | CF+CdL          | 0               | 0               | -                  | -                  | -                  | -           | -           | -           | 6      | 0      |
| 2006-2007          | Grenoble           | L2                 | 17         | 2          | CF+CdL          | 2+1             | 0               | -                  | -                  | -                  | -           | -           | -           | 20     | 2      |
| Totale Grenoble    | Totale Grenoble    | Totale Grenoble    | 23         | 2          |                 | 3               | 0               |                    | -                  | -                  |             | -           | -           | 26     | 2      |
| 2007-2008          | Istres             | CFA                | 33         | 14         | CF+CdL          | 0+1             | 0               | -                  | -                  | -                  | -           | -           | -           | 34     | 14     |
| 2008-2009          | Tours              | L2                 | 23         | 9          | CF+CdL          | 3+1             | 5+0             | -                  | -                  | -                  | -           | -           | -           | 27     | 14     |
| 2009-2010          | Tours              | L2                 | 38         | 21         | CF+CdL          | 2+2             | 1+2             | -                  | -                  | -                  | -           | -           | -           | 42     | 24     |
| Totale Tours       | Totale Tours       | Totale Tours       | 61         | 30         |                 | 8               | 8               |                    | -                  | -                  |             | -           | -           | 69     | 38     |
| 2010-2011          | Montpellier        | L1                 | 37         | 12         | CF+CdL          | 1+3             | 0+1             | UEL                | 2                  | 1                  | -           | -           | -           | 43     | 14     |
| 2011-2012          | Montpellier        | L1                 | 36         | 21         | CF+CdL          | 4+2             | 2+2             | -                  | -                  | -                  | -           | -           | -           | 42     | 25     |
| Totale Montpellier | Totale Montpellier | Totale Montpellier | 73         | 33         |                 | 10              | 5               |                    | 2                  | 1                  |             | -           | -           | 85     | 39     |
| 2012-2013          | Arsenal            | PL                 | 34         | 11         | FACup+CdL       | 4+2             | 2+2             | UCL                | 7                  | 2                  | -           | -           | -           | 47     | 17     |
| 2013-2014          | Arsenal            | PL                 | 36         | 16         | FACup+CdL       | 5+1             | 3+0             | UCL                | 9                  | 3                  | -           | -           | -           | 51     | 22     |
| 2014-2015          | Arsenal            | PL                 | 27         | 14         | FACup+CdL       | 5+0             | 3               | UCL                | 3                  | 1                  | CS          | 1           | 1           | 36     | 19     |
| 2015-2016          | Arsenal            | PL                 | 38         | 16         | FACup+CdL       | 5+2             | 3+0             | UCL                | 7                  | 5                  | CS          | 1           | 0           | 53     | 24     |
| 2016-2017          | Arsenal            | PL                 | 29         | 12         | FACup+CdL       | 4+1             | 2+0             | UCL                | 6                  | 2                  | -           | -           | -           | 40     | 16     |
| 2017-gen. 2018     | Arsenal            | PL                 | 16         | 4          | FACup+CdL       | 0+3             | 0               | UEL                | 6                  | 3                  | CS          | 1           | 0           | 26     | 7      |
| Totale Arsenal     | Totale Arsenal     | Totale Arsenal     | 180        | 73         |                 | 32              | 15              |                    | 38                 | 16                 |             | 3           | 1           | 253    | 105    |
| gen.-giu. 2018     | Chelsea            | PL                 | 13         | 3          | FACup+CdL       | 4+0             | 2               | UCL                | 1                  | 0                  | CS          | -           | -           | 18     | 5      |
| 2018-2019          | Chelsea            | PL                 | 27         | 2          | FACup+CdL       | 1+3             | 0               | UEL                | 14                 | 11                 | CS          | 0           | 0           | 45     | 13     |
| 2019-2020          | Chelsea            | PL                 | 18         | 8          | FACup+CdL       | 3+0             | 1               | UCL                | 3                  | 0                  | SU          | 1           | 1           | 25     | 10     |
| 2020-2021          | Chelsea            | PL                 | 17         | 4          | FACup+CdL       | 4+2             | 0+1             | UCL                | 8                  | 6                  | -           | -           | -           | 31     | 11     |
| Totale Chelsea     | Totale Chelsea     | Totale Chelsea     | 75         | 17         |                 | 17              | 4               |                    | 26                 | 17                 |             | 1           | 1           | 119    | 39     |
| 2021-2022          | Milan              | A                  | 29         | 11         | CI              | 4               | 3               | UCL                | 5                  | 0                  | -           | -           | -           | 38     | 14     |
| 2022-2023          | Milan              | A                  | 33         | 13         | CI              | 1               | 0               | UCL                | 12                 | 5                  | SI          | 1           | 0           | 47     | 18     |
| 2023-2024          | Milan              | A                  | 35         | 15         | CI              | 1               | 0               | UCL+UEL            | 6+5                | 1+1                | -           | -           | -           | 47     | 17     |
| Totale Milan       | Totale Milan       | Totale Milan       | 97         | 39         |                 | 6               | 3               |                    | 28                 | 7                  |             | 1           | 0           | 132    | 49     |
| ago.-dic. 2024     | Los Angeles FC     | MLS                | 10+4       | 0+0        | USOC            | 1               | 1               | -                  | -                  | -                  | LC          | 4           | 1           | 19     | 2      |
| gen.-giu. 2025     | Los Angeles FC     | MLS                | 10         | 3          |                 | -               | -               | CCC                | 4                  | 0                  | LC+CmC      | 0+1         | 0+0         | 15     | 3      |
| 2025-2026          | Lilla              | L1                 | 1          | 1          | CF              | -               | -               | UEL                | -                  | -                  | -           | -           | -           | 1      | 1      |
| Totale carriera    | Totale carriera    | Totale carriera    | 567        | 212        |                 | 78              | 36              |                    | 97                 | 41                 |             | 10          | 3           | 752    | 292    |

### Cronologia presenze e reti in nazionale
| Cronologia completa delle presenze e delle reti in nazionale ― Francia | Cronologia completa delle presenze e delle reti in nazionale ― Francia | Cronologia completa delle presenze e delle reti in nazionale ― Francia | Cronologia completa delle presenze e delle reti in nazionale ― Francia | Cronologia completa delle presenze e delle reti in nazionale ― Francia | Cronologia completa delle presenze e delle reti in nazionale ― Francia | Cronologia completa delle presenze e delle reti in nazionale ― Francia | Cronologia completa delle presenze e delle reti in nazionale ― Francia |
| Data                                                                   | Città                                                                  | In casa                                                                | Risultato                                                              | Ospiti                                                                 | Competizione                                                           | Reti                                                                   | Note                                                                   |
| ---------------------------------------------------------------------- | ---------------------------------------------------------------------- | ---------------------------------------------------------------------- | ---------------------------------------------------------------------- | ---------------------------------------------------------------------- | ---------------------------------------------------------------------- | ---------------------------------------------------------------------- | ---------------------------------------------------------------------- |
| 11-11-2011                                                             | Montpellier                                                            | Francia                                                                | 1 – 0                                                                  | Stati Uniti                                                            | Amichevole                                                             | -                                                                      | 59’                                                                    |
| 15-11-2011                                                             | Saint-Denis                                                            | Francia                                                                | 0 – 0                                                                  | Belgio                                                                 | Amichevole                                                             | -                                                                      | 72’                                                                    |
| 29-2-2012                                                              | Brema                                                                  | Germania                                                               | 1 – 2                                                                  | Francia                                                                | Amichevole                                                             | 1                                                                      | 76’                                                                    |
| 27-5-2012                                                              | Valenciennes                                                           | Francia                                                                | 3 – 2                                                                  | Islanda                                                                | Amichevole                                                             | -                                                                      | 59’                                                                    |
| 31-5-2012                                                              | Reims                                                                  | Francia                                                                | 2 – 0                                                                  | Serbia                                                                 | Amichevole                                                             | -                                                                      | 61’                                                                    |
| 5-6-2012                                                               | Le Mans                                                                | Francia                                                                | 4 – 0                                                                  | Estonia                                                                | Amichevole                                                             | -                                                                      | 73’                                                                    |
| 15-6-2012                                                              | Donec'k                                                                | Ucraina                                                                | 0 – 2                                                                  | Francia                                                                | Euro 2012 - 1º turno                                                   | -                                                                      | 76’                                                                    |
| 19-6-2012                                                              | Kiev                                                                   | Svezia                                                                 | 2 – 0                                                                  | Francia                                                                | Euro 2012 - 1º turno                                                   | -                                                                      | 83’                                                                    |
| 23-6-2012                                                              | Donec'k                                                                | Spagna                                                                 | 2 – 0                                                                  | Francia                                                                | Euro 2012 - Quarti di finale                                           | -                                                                      | 79’                                                                    |
| 15-8-2012                                                              | Le Havre                                                               | Francia                                                                | 0 – 0                                                                  | Uruguay                                                                | Amichevole                                                             | -                                                                      | 75’                                                                    |
| 11-9-2012                                                              | Saint-Denis                                                            | Francia                                                                | 3 – 1                                                                  | Bielorussia                                                            | Qual. Mondiali 2014                                                    | -                                                                      | 61’                                                                    |
| 12-10-2012                                                             | Saint-Denis                                                            | Francia                                                                | 0 – 1                                                                  | Giappone                                                               | Amichevole                                                             | -                                                                      |                                                                        |
| 16-10-2012                                                             | Madrid                                                                 | Spagna                                                                 | 1 – 1                                                                  | Francia                                                                | Qual. Mondiali 2014                                                    | 1                                                                      | 88’                                                                    |
| 14-11-2012                                                             | Parma                                                                  | Italia                                                                 | 1 – 2                                                                  | Francia                                                                | Amichevole                                                             | -                                                                      | 64’                                                                    |
| 6-2-2013                                                               | Saint-Denis                                                            | Francia                                                                | 1 – 2                                                                  | Germania                                                               | Amichevole                                                             | -                                                                      | 80’                                                                    |
| 22-3-2013                                                              | Saint-Denis                                                            | Francia                                                                | 3 – 1                                                                  | Georgia                                                                | Qual. Mondiali 2014                                                    | 1                                                                      |                                                                        |
| 26-3-2013                                                              | Saint-Denis                                                            | Francia                                                                | 0 – 1                                                                  | Spagna                                                                 | Qual. Mondiali 2014                                                    | -                                                                      | 90+2’                                                                  |
| 5-6-2013                                                               | Montevideo                                                             | Uruguay                                                                | 1 – 0                                                                  | Francia                                                                | Amichevole                                                             | -                                                                      | 59’                                                                    |
| 9-6-2013                                                               | Porto Alegre                                                           | Brasile                                                                | 3 – 0                                                                  | Francia                                                                | Amichevole                                                             | -                                                                      | 70’                                                                    |
| 14-8-2013                                                              | Bruxelles                                                              | Belgio                                                                 | 0 – 0                                                                  | Francia                                                                | Amichevole                                                             | -                                                                      | 74’                                                                    |
| 6-9-2013                                                               | Tbilisi                                                                | Georgia                                                                | 0 – 0                                                                  | Francia                                                                | Qual. Mondiali 2014                                                    | -                                                                      |                                                                        |
| 10-9-2013                                                              | Homel'                                                                 | Bielorussia                                                            | 2 – 4                                                                  | Francia                                                                | Qual. Mondiali 2014                                                    | -                                                                      |                                                                        |
| 11-10-2013                                                             | Parigi                                                                 | Francia                                                                | 6 – 0                                                                  | Australia                                                              | Amichevole                                                             | 2                                                                      | 46’                                                                    |
| 15-10-2013                                                             | Saint-Denis                                                            | Francia                                                                | 3 – 0                                                                  | Finlandia                                                              | Qual. Mondiali 2014                                                    | -                                                                      | 81’                                                                    |
| 15-11-2013                                                             | Kiev                                                                   | Ucraina                                                                | 2 – 0                                                                  | Francia                                                                | Qual. Mondiali 2014                                                    | -                                                                      | 46’ 70’                                                                |
| 19-11-2013                                                             | Saint-Denis                                                            | Francia                                                                | 3 – 0                                                                  | Ucraina                                                                | Qual. Mondiali 2014                                                    | -                                                                      | 82’                                                                    |
| 5-3-2014                                                               | Saint-Denis                                                            | Francia                                                                | 2 – 0                                                                  | Paesi Bassi                                                            | Amichevole                                                             | -                                                                      | 81’                                                                    |
| 27-5-2014                                                              | Saint-Denis                                                            | Francia                                                                | 4 – 0                                                                  | Norvegia                                                               | Amichevole                                                             | 2                                                                      |                                                                        |
| 1-6-2014                                                               | Nizza                                                                  | Francia                                                                | 1 – 1                                                                  | Paraguay                                                               | Amichevole                                                             | -                                                                      | 17’                                                                    |
| 8-6-2014                                                               | Lilla                                                                  | Francia                                                                | 8 – 0                                                                  | Giamaica                                                               | Amichevole                                                             | 1                                                                      | 71’                                                                    |
| 15-6-2014                                                              | Porto Alegre                                                           | Francia                                                                | 3 – 0                                                                  | Honduras                                                               | Mondiali 2014 - 1º turno                                               | -                                                                      | 78’                                                                    |
| 20-6-2014                                                              | Salvador                                                               | Svizzera                                                               | 2 – 5                                                                  | Francia                                                                | Mondiali 2014 - 1º turno                                               | 1                                                                      | 63’                                                                    |
| 25-6-2014                                                              | Rio de Janeiro                                                         | Ecuador                                                                | 0 – 0                                                                  | Francia                                                                | Mondiali 2014 - 1º turno                                               | -                                                                      | 67’                                                                    |
| 30-6-2014                                                              | Brasilia                                                               | Francia                                                                | 2 – 0                                                                  | Nigeria                                                                | Mondiali 2014 - Ottavi di finale                                       | -                                                                      | 62’                                                                    |
| 4-7-2014                                                               | Rio de Janeiro                                                         | Francia                                                                | 0 – 1                                                                  | Germania                                                               | Mondiali 2014 - Quarti di finale                                       | -                                                                      | 85’                                                                    |
| 26-3-2015                                                              | Saint-Denis                                                            | Francia                                                                | 1 – 3                                                                  | Brasile                                                                | Amichevole                                                             | -                                                                      | 84’                                                                    |
| 29-3-2015                                                              | Saint-Étienne                                                          | Francia                                                                | 2 – 0                                                                  | Danimarca                                                              | Amichevole                                                             | 1                                                                      |                                                                        |
| 7-6-2015                                                               | Saint-Denis                                                            | Francia                                                                | 3 – 4                                                                  | Belgio                                                                 | Amichevole                                                             | -                                                                      | 80’                                                                    |
| 13-6-2015                                                              | Elbasan                                                                | Albania                                                                | 1 – 0                                                                  | Francia                                                                | Amichevole                                                             | -                                                                      | 46’                                                                    |
| 4-9-2015                                                               | Lisbona                                                                | Portogallo                                                             | 0 – 1                                                                  | Francia                                                                | Amichevole                                                             | -                                                                      | 88’                                                                    |
| 7-9-2015                                                               | Bordeaux                                                               | Francia                                                                | 2 – 1                                                                  | Serbia                                                                 | Amichevole                                                             | -                                                                      | 62’                                                                    |
| 8-10-2015                                                              | Nizza                                                                  | Francia                                                                | 4 – 0                                                                  | Armenia                                                                | Amichevole                                                             | -                                                                      | 81’                                                                    |
| 11-10-2015                                                             | Copenaghen                                                             | Danimarca                                                              | 1 – 2                                                                  | Francia                                                                | Amichevole                                                             | 2                                                                      | 74’                                                                    |
| 13-11-2015                                                             | Saint-Denis                                                            | Francia                                                                | 2 – 0                                                                  | Germania                                                               | Amichevole                                                             | 1                                                                      | 68’                                                                    |
| 17-11-2015                                                             | Londra                                                                 | Inghilterra                                                            | 2 – 0                                                                  | Francia                                                                | Amichevole                                                             | -                                                                      | 57’                                                                    |
| 25-3-2016                                                              | Amsterdam                                                              | Paesi Bassi                                                            | 2 – 3                                                                  | Francia                                                                | Amichevole                                                             | 1                                                                      | 73’                                                                    |
| 29-3-2016                                                              | Saint-Denis                                                            | Francia                                                                | 4 – 2                                                                  | Russia                                                                 | Amichevole                                                             | -                                                                      | 79’                                                                    |
| 30-5-2016                                                              | Nantes                                                                 | Francia                                                                | 3 – 2                                                                  | Camerun                                                                | Amichevole                                                             | 1                                                                      | 65’                                                                    |
| 4-6-2016                                                               | Longeville-lès-Metz                                                    | Francia                                                                | 3 – 0                                                                  | Scozia                                                                 | Amichevole                                                             | 2                                                                      | 63’                                                                    |
| 10-6-2016                                                              | Saint-Denis                                                            | Francia                                                                | 2 – 1                                                                  | Romania                                                                | Euro 2016 - 1º turno                                                   | 1                                                                      | 69’                                                                    |
| 15-6-2016                                                              | Marsiglia                                                              | Francia                                                                | 2 – 0                                                                  | Albania                                                                | Euro 2016 - 1º turno                                                   | -                                                                      | 77’                                                                    |
| 26-6-2016                                                              | Lione                                                                  | Francia                                                                | 2 – 1                                                                  | Irlanda                                                                | Euro 2016 - Ottavi di finale                                           | -                                                                      | 73’                                                                    |
| 3-7-2016                                                               | Saint-Denis                                                            | Francia                                                                | 5 – 2                                                                  | Islanda                                                                | Euro 2016 - Quarti di finale                                           | 2                                                                      | 60’                                                                    |
| 7-7-2016                                                               | Marsiglia                                                              | Germania                                                               | 0 – 2                                                                  | Francia                                                                | Euro 2016 - Semifinali                                                 | -                                                                      | 78’                                                                    |
| 10-7-2016                                                              | Saint-Denis                                                            | Portogallo                                                             | 1 – 0 dts                                                              | Francia                                                                | Euro 2016 - Finale                                                     | -                                                                      | 78’                                                                    |
| 1-9-2016                                                               | Bari                                                                   | Italia                                                                 | 1 – 3                                                                  | Francia                                                                | Amichevole                                                             | 1                                                                      | 46’                                                                    |
| 6-9-2016                                                               | Barysaŭ                                                                | Bielorussia                                                            | 0 – 0                                                                  | Francia                                                                | Qual. Mondiali 2018                                                    | -                                                                      | 83’                                                                    |
| 11-11-2016                                                             | Saint-Denis                                                            | Francia                                                                | 2 – 1                                                                  | Svezia                                                                 | Qual. Mondiali 2018                                                    | -                                                                      |                                                                        |
| 15-11-2016                                                             | Lens                                                                   | Francia                                                                | 0 – 0                                                                  | Costa d'Avorio                                                         | Amichevole                                                             | -                                                                      | 63’                                                                    |
| 25-3-2017                                                              | Lussemburgo                                                            | Lussemburgo                                                            | 1 – 3                                                                  | Francia                                                                | Qual. Mondiali 2018                                                    | 2                                                                      |                                                                        |
| 28-3-2017                                                              | Saint-Denis                                                            | Francia                                                                | 0 – 2                                                                  | Spagna                                                                 | Amichevole                                                             | -                                                                      | 65’                                                                    |
| 2-6-2017                                                               | Rennes                                                                 | Francia                                                                | 5 – 0                                                                  | Paraguay                                                               | Amichevole                                                             | 3                                                                      | 73’                                                                    |
| 9-6-2017                                                               | Solna                                                                  | Svezia                                                                 | 2 – 1                                                                  | Francia                                                                | Qual. Mondiali 2018                                                    | 1                                                                      |                                                                        |
| 13-6-2017                                                              | Saint-Denis                                                            | Francia                                                                | 3 – 2                                                                  | Inghilterra                                                            | Amichevole                                                             | -                                                                      | 52’                                                                    |
| 31-8-2017                                                              | Saint-Denis                                                            | Francia                                                                | 4 – 0                                                                  | Paesi Bassi                                                            | Qual. Mondiali 2018                                                    | -                                                                      | 76’                                                                    |
| 3-9-2017                                                               | Tolosa                                                                 | Francia                                                                | 0 – 0                                                                  | Lussemburgo                                                            | Qual. Mondiali 2018                                                    | -                                                                      | 60’                                                                    |
| 7-10-2017                                                              | Sofia                                                                  | Bulgaria                                                               | 0 – 1                                                                  | Francia                                                                | Qual. Mondiali 2018                                                    | -                                                                      | 85’                                                                    |
| 10-10-2017                                                             | Saint-Denis                                                            | Francia                                                                | 2 – 1                                                                  | Bielorussia                                                            | Qual. Mondiali 2018                                                    | 1                                                                      |                                                                        |
| 10-11-2017                                                             | Saint-Denis                                                            | Francia                                                                | 2 – 0                                                                  | Galles                                                                 | Amichevole                                                             | 1                                                                      | 73’                                                                    |
| 23-3-2018                                                              | Saint-Denis                                                            | Francia                                                                | 2 – 3                                                                  | Colombia                                                               | Amichevole                                                             | -                                                                      | 73’                                                                    |
| 27-3-2018                                                              | San Pietroburgo                                                        | Russia                                                                 | 1 – 3                                                                  | Francia                                                                | Amichevole                                                             | -                                                                      | 72’                                                                    |
| 28-5-2018                                                              | Saint-Denis                                                            | Francia                                                                | 2 – 0                                                                  | Irlanda                                                                | Amichevole                                                             | 1                                                                      |                                                                        |
| 1-6-2018                                                               | Nizza                                                                  | Francia                                                                | 3 – 1                                                                  | Italia                                                                 | Amichevole                                                             | -                                                                      | 77’                                                                    |
| 9-6-2018                                                               | Lione                                                                  | Francia                                                                | 1 – 1                                                                  | Stati Uniti                                                            | Amichevole                                                             | -                                                                      | 58’                                                                    |
| 16-6-2018                                                              | Kazan'                                                                 | Francia                                                                | 2 – 1                                                                  | Australia                                                              | Mondiali 2018 - 1º turno                                               | -                                                                      | 70’                                                                    |
| 21-6-2018                                                              | Ekaterinburg                                                           | Francia                                                                | 1 – 0                                                                  | Perù                                                                   | Mondiali 2018 - 1º turno                                               | -                                                                      |                                                                        |
| 26-6-2018                                                              | Mosca                                                                  | Danimarca                                                              | 0 – 0                                                                  | Francia                                                                | Mondiali 2018 - 1º turno                                               | -                                                                      |                                                                        |
| 30-6-2018                                                              | Kazan'                                                                 | Francia                                                                | 4 – 3                                                                  | Argentina                                                              | Mondiali 2018 - Ottavi di finale                                       | -                                                                      | 90+3’                                                                  |
| 6-7-2018                                                               | Nižnij Novgorod                                                        | Uruguay                                                                | 0 – 2                                                                  | Francia                                                                | Mondiali 2018 - Quarti di finale                                       | -                                                                      |                                                                        |
| 10-7-2018                                                              | San Pietroburgo                                                        | Francia                                                                | 1 – 0                                                                  | Belgio                                                                 | Mondiali 2018 - Semifinale                                             | -                                                                      | 85’                                                                    |
| 15-7-2018                                                              | Mosca                                                                  | Francia                                                                | 4 – 2                                                                  | Croazia                                                                | Mondiali 2018 - Finale                                                 | -                                                                      | 81’                                                                    |
| 6-9-2018                                                               | Monaco di Baviera                                                      | Germania                                                               | 0 – 0                                                                  | Francia                                                                | UEFA Nations League 2018-2019 - 1º turno                               | -                                                                      | 66’                                                                    |
| 9-9-2018                                                               | Parigi                                                                 | Francia                                                                | 2 – 1                                                                  | Paesi Bassi                                                            | UEFA Nations League 2018-2019 - 1º turno                               | 1                                                                      | 89’                                                                    |
| 11-10-2018                                                             | Guingamp                                                               | Francia                                                                | 2 – 2                                                                  | Islanda                                                                | Amichevole                                                             | -                                                                      | 89’                                                                    |
| 16-10-2018                                                             | Saint-Denis                                                            | Francia                                                                | 2 – 1                                                                  | Germania                                                               | UEFA Nations League 2018-2019 - 1º turno                               | -                                                                      |                                                                        |
| 16-11-2018                                                             | Rotterdam                                                              | Paesi Bassi                                                            | 2 – 0                                                                  | Francia                                                                | UEFA Nations League 2018-2019 - 1º turno                               | -                                                                      | 65’                                                                    |
| 20-11-2018                                                             | Saint-Denis                                                            | Francia                                                                | 1 – 0                                                                  | Uruguay                                                                | Amichevole                                                             | 1                                                                      | 80’                                                                    |
| 22-3-2019                                                              | Chișinău                                                               | Moldavia                                                               | 1 – 4                                                                  | Francia                                                                | Qual. Euro 2020                                                        | 1                                                                      | 81’                                                                    |
| 25-3-2019                                                              | Saint-Denis                                                            | Francia                                                                | 4 – 0                                                                  | Islanda                                                                | Qual. Euro 2020                                                        | 1                                                                      | 90’                                                                    |
| 8-6-2019                                                               | Konya                                                                  | Turchia                                                                | 2 – 0                                                                  | Francia                                                                | Qual. Euro 2020                                                        | -                                                                      | 72’                                                                    |
| 11-6-2019                                                              | Andorra la Vella                                                       | Andorra                                                                | 0 – 4                                                                  | Francia                                                                | Qual. Euro 2020                                                        | -                                                                      | 73’                                                                    |
| 7-9-2019                                                               | Saint-Denis                                                            | Francia                                                                | 4 – 1                                                                  | Albania                                                                | Qual. Euro 2020                                                        | 1                                                                      |                                                                        |
| 10-9-2019                                                              | Saint-Denis                                                            | Francia                                                                | 3 – 0                                                                  | Andorra                                                                | Qual. Euro 2020                                                        | -                                                                      | 72’                                                                    |
| 11-10-2019                                                             | Reykjavík                                                              | Islanda                                                                | 0 – 1                                                                  | Francia                                                                | Qual. Euro 2020                                                        | 1                                                                      | 29’ 78’                                                                |
| 14-10-2019                                                             | Saint-Denis                                                            | Francia                                                                | 1 – 1                                                                  | Turchia                                                                | Qual. Euro 2020                                                        | 1                                                                      | 72’                                                                    |
| 14-11-2019                                                             | Saint-Denis                                                            | Francia                                                                | 2 – 1                                                                  | Moldavia                                                               | Qual. Euro 2020                                                        | 1                                                                      |                                                                        |
| 17-11-2019                                                             | Tirana                                                                 | Albania                                                                | 0 – 2                                                                  | Francia                                                                | Qual. Euro 2020                                                        | -                                                                      |                                                                        |
| 5-9-2020                                                               | Solna                                                                  | Svezia                                                                 | 0 – 1                                                                  | Francia                                                                | UEFA Nations League 2020-2021 - 1º turno                               | -                                                                      | 90+2’                                                                  |
| 8-9-2020                                                               | Saint-Denis                                                            | Francia                                                                | 4 – 2                                                                  | Croazia                                                                | UEFA Nations League 2020-2021 - 1º turno                               | 1                                                                      | 63’                                                                    |
| 7-10-2020                                                              | Saint-Denis                                                            | Francia                                                                | 7 – 1                                                                  | Ucraina                                                                | Amichevole                                                             | 2                                                                      | cap. 73’                                                               |
| 11-10-2020                                                             | Saint-Denis                                                            | Francia                                                                | 0 – 0                                                                  | Portogallo                                                             | UEFA Nations League 2020-2021 - 1º turno                               | -                                                                      | 74’                                                                    |
| 14-10-2020                                                             | Zagabria                                                               | Croazia                                                                | 1 – 2                                                                  | Francia                                                                | UEFA Nations League 2020-2021 - 1º turno                               | -                                                                      | 83’                                                                    |
| 11-11-2020                                                             | Saint-Denis                                                            | Francia                                                                | 0 – 2                                                                  | Finlandia                                                              | Amichevole                                                             | -                                                                      | 57’                                                                    |
| 14-11-2020                                                             | Lisbona                                                                | Portogallo                                                             | 0 – 1                                                                  | Francia                                                                | UEFA Nations League 2020-2021 - 1º turno                               | -                                                                      | 78’                                                                    |
| 17-11-2020                                                             | Saint-Denis                                                            | Francia                                                                | 4 – 2                                                                  | Svezia                                                                 | UEFA Nations League 2020-2021 - 1º turno                               | 2                                                                      | 84’                                                                    |
| 24-3-2021                                                              | Saint-Denis                                                            | Francia                                                                | 1 – 1                                                                  | Ucraina                                                                | Qual. Mondiali 2022                                                    | -                                                                      | 63’                                                                    |
| 31-3-2021                                                              | Sarajevo                                                               | Bosnia ed Erzegovina                                                   | 0 – 1                                                                  | Francia                                                                | Qual. Mondiali 2022                                                    | -                                                                      | 59’                                                                    |
| 8-6-2021                                                               | Saint-Denis                                                            | Francia                                                                | 3 – 0                                                                  | Bulgaria                                                               | Amichevole                                                             | 2                                                                      | 41’                                                                    |
| 19-6-2021                                                              | Budapest                                                               | Ungheria                                                               | 1 – 1                                                                  | Francia                                                                | Euro 2020 - 1º turno                                                   | -                                                                      | 76’                                                                    |
| 28-6-2021                                                              | Bucarest                                                               | Francia                                                                | 3 – 3 dts (4 – 5 dtr)                                                  | Svizzera                                                               | Euro 2020 - Ottavi di finale                                           | -                                                                      | 94’                                                                    |
| 25-3-2022                                                              | Marsiglia                                                              | Francia                                                                | 2 – 1                                                                  | Costa d'Avorio                                                         | Amichevole                                                             | 1                                                                      |                                                                        |
| 29-3-2022                                                              | Villeneuve-d'Ascq                                                      | Francia                                                                | 5 – 0                                                                  | Sudafrica                                                              | Amichevole                                                             | 1                                                                      | 65’                                                                    |
| 22-9-2022                                                              | Saint-Denis                                                            | Francia                                                                | 2 – 0                                                                  | Austria                                                                | UEFA Nations League 2022-2023 - 1º turno                               | 1                                                                      | 79’                                                                    |
| 25-9-2022                                                              | Copenaghen                                                             | Danimarca                                                              | 2 – 0                                                                  | Francia                                                                | UEFA Nations League 2022-2023 - 1º turno                               | -                                                                      | 65’                                                                    |
| 22-11-2022                                                             | Al Wakrah                                                              | Francia                                                                | 4 – 1                                                                  | Australia                                                              | Mondiali 2022 - 1º turno                                               | 2                                                                      | 89’                                                                    |
| 26-11-2022                                                             | Doha                                                                   | Francia                                                                | 2 – 1                                                                  | Danimarca                                                              | Mondiali 2022 - 1º turno                                               | -                                                                      | 63’                                                                    |
| 4-12-2022                                                              | Doha                                                                   | Francia                                                                | 3 – 1                                                                  | Polonia                                                                | Mondiali 2022 - Ottavi di finale                                       | 1                                                                      | 76’                                                                    |
| 10-12-2022                                                             | Al Khor                                                                | Inghilterra                                                            | 1 – 2                                                                  | Francia                                                                | Mondiali 2022 - Quarti di finale                                       | 1                                                                      |                                                                        |
| 14-12-2022                                                             | Al Khor                                                                | Francia                                                                | 2 – 0                                                                  | Marocco                                                                | Mondiali 2022 - Semifinale                                             | -                                                                      | 65’                                                                    |
| 18-12-2022                                                             | Lusail                                                                 | Argentina                                                              | 3 – 3 dts (4 – 2 dtr)                                                  | Francia                                                                | Mondiali 2022 - Finale                                                 | -                                                                      | 41’ 90+5’                                                              |
| 24-3-2023                                                              | Saint-Denis                                                            | Francia                                                                | 4 – 0                                                                  | Paesi Bassi                                                            | Qual. Euro 2024                                                        | -                                                                      | 77’                                                                    |
| 27-3-2023                                                              | Dublino                                                                | Irlanda                                                                | 0 – 1                                                                  | Francia                                                                | Qual. Euro 2024                                                        | -                                                                      | 65’                                                                    |
| 16-6-2023                                                              | Faro                                                                   | Gibilterra                                                             | 0 – 3                                                                  | Francia                                                                | Qual. Euro 2024                                                        | 1                                                                      | 67’                                                                    |
| 19-6-2023                                                              | Saint-Denis                                                            | Francia                                                                | 1 – 0                                                                  | Grecia                                                                 | Qual. Euro 2024                                                        | -                                                                      | 85’                                                                    |
| 7-9-2023                                                               | Parigi                                                                 | Francia                                                                | 2 – 0                                                                  | Irlanda                                                                | Qual. Euro 2024                                                        | -                                                                      | 26’                                                                    |
| 13-10-2023                                                             | Eindhoven                                                              | Paesi Bassi                                                            | 1 – 2                                                                  | Francia                                                                | Qual. Euro 2024                                                        | -                                                                      | 71’                                                                    |
| 17-10-2023                                                             | Villeneuve-d'Ascq                                                      | Francia                                                                | 4 – 1                                                                  | Scozia                                                                 | Amichevole                                                             | -                                                                      | 64’                                                                    |
| 18-11-2023                                                             | Nizza                                                                  | Francia                                                                | 14 – 0                                                                 | Gibilterra                                                             | Qual. Euro 2024                                                        | 2                                                                      | 66’                                                                    |
| 21-11-2023                                                             | Atene                                                                  | Grecia                                                                 | 2 – 2                                                                  | Francia                                                                | Qual. Euro 2024                                                        | -                                                                      | 70’                                                                    |
| 23-3-2024                                                              | Décines-Charpieu                                                       | Francia                                                                | 0 – 2                                                                  | Germania                                                               | Amichevole                                                             | -                                                                      | 61’                                                                    |
| 26-3-2024                                                              | Marsiglia                                                              | Francia                                                                | 3 – 2                                                                  | Cile                                                                   | Amichevole                                                             | 1                                                                      | 83’                                                                    |
| 5-6-2024                                                               | Metz                                                                   | Francia                                                                | 3 – 0                                                                  | Lussemburgo                                                            | Amichevole                                                             | -                                                                      | 81’                                                                    |
| 9-6-2024                                                               | Bordeaux                                                               | Francia                                                                | 0 – 0                                                                  | Canada                                                                 | Amichevole                                                             | -                                                                      | cap. 62’                                                               |
| 17-6-2024                                                              | Düsseldorf                                                             | Austria                                                                | 0 – 1                                                                  | Francia                                                                | Euro 2024 - 1º turno                                                   | -                                                                      | 90’                                                                    |
| 21-6-2024                                                              | Lipsia                                                                 | Paesi Bassi                                                            | 0 – 0                                                                  | Francia                                                                | Euro 2024 - 1º turno                                                   | -                                                                      | 75’                                                                    |
| 25-6-2024                                                              | Dortmund                                                               | Francia                                                                | 1 – 1                                                                  | Polonia                                                                | Euro 2024 - 1º turno                                                   | -                                                                      | 61’                                                                    |
| 9-7-2024                                                               | Monaco di Baviera                                                      | Spagna                                                                 | 2 – 1                                                                  | Francia                                                                | Euro 2024 - Semifinale                                                 | -                                                                      | 79’                                                                    |
| Totale                                                                 |                                                                        | Presenze (3º posto)                                                    | 137                                                                    |                                                                        | Reti (1º posto)                                                        | 57                                                                     |                                                                        |

## Palmarès

### Club

#### Competizioni nazionali
- Campionato francese: 1

Montpellier: 2011-2012
- Coppa d'Inghilterra: 4

Arsenal: 2013-2014, 2014-2015, 2016-2017
Chelsea: 2017-2018
- Community Shield: 3

Arsenal: 2014, 2015, 2017
- Campionato italiano: 1

Milan: 2021-2022
- Lamar Hunt U.S. Open Cup: 1

Los Angeles FC: 2024

#### Competizioni internazionali
- UEFA Europa League: 1

Chelsea: 2018-2019
- UEFA Champions League: 1

Chelsea: 2020-2021

### Nazionale
- Campionato mondiale: 1

Russia 2018

### Individuale
- Capocannoniere della Ligue 2: 1

2009-2010 (21 gol)
- Capocannoniere della Ligue 1: 1

2011-2012 (21 gol, a pari merito con Nenê)
- Trophées UNFP du football: 1

Squadra ideale della Ligue 1: 2012
- FIFA Puskás Award: 1

2017 (1º gennaio 2017: Arsenal - Crystal Palace 2-0)
- Capocannoniere della UEFA Europa League: 1

2018-2019 (11 gol)
- Squadra della stagione della UEFA Europa League: 1

2018-2019
- Scarpa di bronzo del campionato mondiale: 1

Qatar 2022
- All-Star Team dei Mondiali: 1

Qatar 2022